# کوردوبای نیکاراگوئه
کوردوبا نیکاراگوئه (به انگلیسی: Nicaraguan córdoba) (به زبان بومی: córdoba nicaragüense) با کد ایزوی NIO، یکای پول رایج در کشور نیکاراگوئه است. مسئولیت کنترل این یکای پول برعهدهٔ بانک مرکزی مرجع پولی نیکاراگوئه قرار دارد.